# Episodi di Cosby (terza stagione)
La terza stagione della serie televisiva Cosby è stata trasmessa in anteprima negli Stati Uniti d'America dalla CBS tra il 21 settembre 1998 e il 17 maggio 1999.
| nº | Titolo originale                 | Titolo italiano | Prima TV USA      | Prima TV Italia |
| -- | -------------------------------- | --------------- | ----------------- | --------------- |
| 1  | Now Is the Time, the Walrus Said |                 | 21 settembre 1998 |                 |
| 2  | Do Not Overheat                  |                 | 28 settembre 1998 |                 |
| 3  | Chemistry                        |                 | 5 ottobre 1998    |                 |
| 4  | Lucas Discordia                  |                 | 12 ottobre 1998   |                 |
| 5  | The Greatest Gift                |                 | 19 ottobre 1998   |                 |
| 6  | Lucas Matriculus                 |                 | 26 ottobre 1998   |                 |
| 7  | Playground Scar                  |                 | 2 novembre 1998   |                 |
| 8  | The Episode Episode              |                 | 9 novembre 1998   |                 |
| 9  | Judgment Day                     |                 | 16 novembre 1998  |                 |
| 10 | Turkey Day                       |                 | 23 novembre 1998  |                 |
| 11 | This Old Friend                  |                 | 14 dicembre 1998  |                 |
| 12 | The Awful Truth                  |                 | 11 gennaio 1999   |                 |
| 13 | Refrigerator Logic               |                 | 18 gennaio 1999   |                 |
| 14 | Lucas Absentia                   |                 | 25 gennaio 1999   |                 |
| 15 | False Alarm                      |                 | 1º febbraio 1999  |                 |
| 16 | A Very Nice Dance                |                 | 8 febbraio 1999   |                 |
| 17 | Ol' Betsy                        |                 | 15 febbraio 1999  |                 |
| 18 | Afterschool Delight              |                 | 22 febbraio 1999  |                 |
| 19 | Will Power                       |                 | 1º marzo 1999     |                 |
| 20 | Lucas Illuminus                  |                 | 17 marzo 1999     |                 |
| 21 | Timerity                         |                 | 5 aprile 1999     |                 |
| 22 | The Party's Over                 |                 | 26 aprile 1999    |                 |
| 23 | The Vesey Method                 |                 | 3 maggio 1999     |                 |
| 24 | He Who Hesitates Is Lucas        |                 | 10 maggio 1999    |                 |
| 25 | War Stories                      |                 | 17 maggio 1999    |                 |